# The Coming of Christ

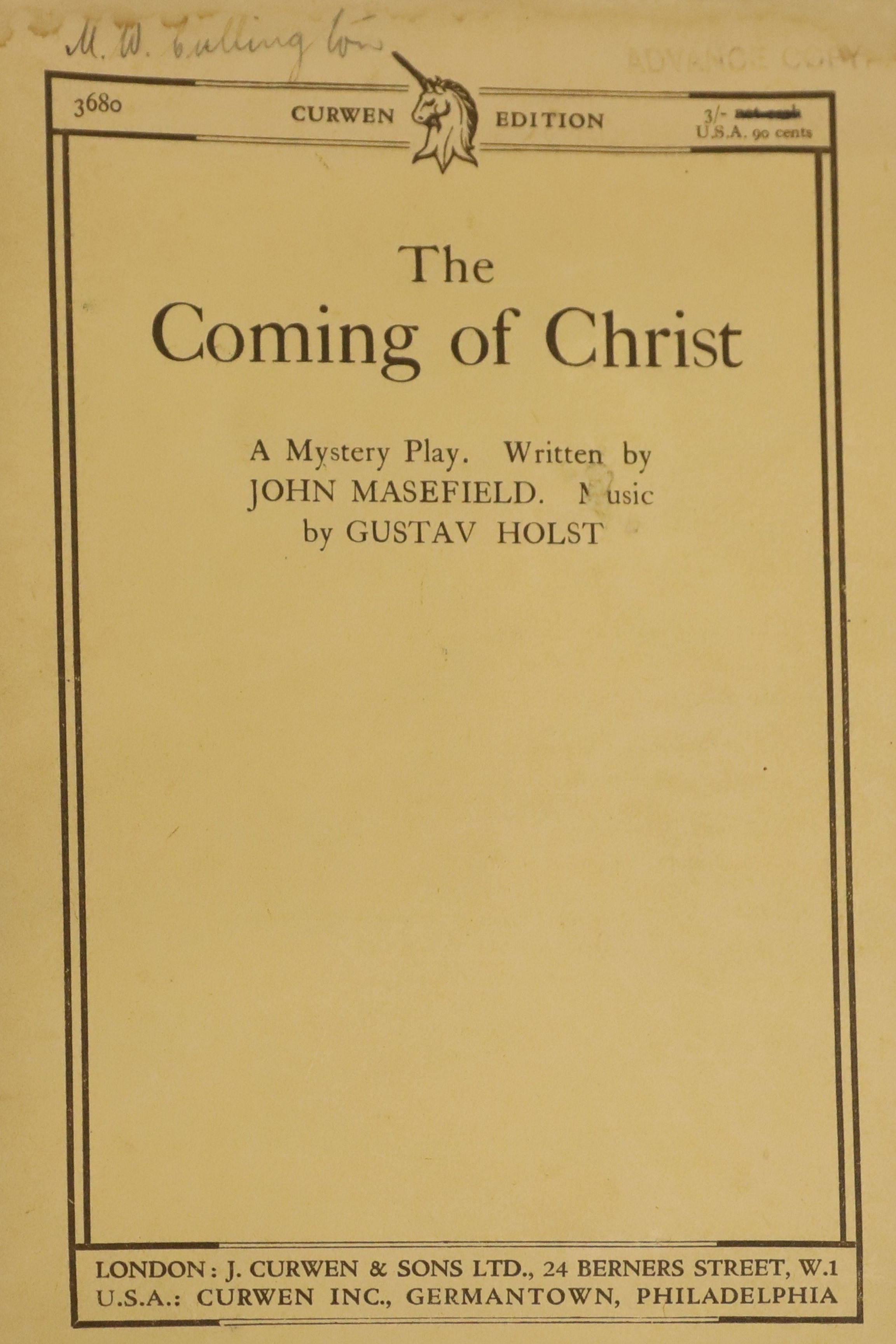
The Coming of Christ, Chorpartitur 1928

The Coming of Christ ist ein modernes englisches Mysterienspiel, das 1928 in der Kathedrale von Canterbury uraufgeführt wurde. Der Text stammt von John Masefield, die Musik von Gustav Holst.

## Entstehung
George Bell, seit 1925 Dekan von Canterbury, hatte den Plan, eine Festivalreihe in der Kathedrale zu begründen. Er lud John Masefield und Gustav Holst ein, zur Eröffnung ein geistliches Bühnenstück zu schreiben. Masefield verfasste das dramatische Gedicht The Coming of Christ, und Holst begann im Oktober 1927 mit der Komposition der Musik. Erzbischof Randall Thomas Davidson erteilte seine Zustimmung, solange die Figur der Anima (Seele) Christi nicht in Person auf der Bühne dargestellt wurde. Während Holst an der Musik arbeitete, mussten mehrfach die Bedenken von Organist und Chormeister C. Charlton Palmer besänftigt werden.
The Coming of Christ wurde zu Pfingsten 1928 in der Kathedrale von Canterbury aufgeführt. Bis auf eine Ausnahme waren alle Ausführenden des Stücks Gesangsstudenten aus Oxford. Während der Vorbereitungen sorgte Holst diskret für eine Bezahlung der Zugtickets für Studenten, die sich diese nicht selbst leisten konnten.

## Inhalt
Thema des Stücks ist die Menschwerdung Christi, das Weihnachtsereignis. Dabei wird die biblische Erzählung frei behandelt und um ein Vorspiel im Himmel ergänzt. In diesem Vorspiel erörtern vier spirits – Power, Sword, Mercy, Light – mit der Seele Christi, ob es gut und aussichtsreich sei, zur Erlösung der Menschen als Mensch geboren zu werden; nur Mercy bejaht diese Frage uneingeschränkt. In der Geburtsszene ist Maria eine schweigende Randfigur, Josef fehlt. Anstelle der Heiligen Drei Könige treten ein Kapitalist, ein Tyrann und ein mystischer Enthusiast auf. Die Hirten sind enttäuschte Veteranen des Ersten Weltkriegs, die ihren Kriegserinnerungen nichts Glorreiches abgewinnen können. Besonders dieser Aspekt der Handlung löste Kontroversen aus.

## Wirkung
Die Aufführungen vom 26. bis 29. Mai 1928 zogen die Proteste von Fundamentalisten auf sich, waren aber mit insgesamt 6000 Besuchern dennoch erfolgreich.
Im Folgejahr 1929 gab es Schwierigkeiten mit einer geplanten Neuaufführung von The Coming of Christ. Man wollte die Hl. Drei Könige in das Stück integrieren, doch unter anderem die fehlenden Möglichkeiten, sich mit dem auf Reisen in Italien und den USA befindlichen Holst abzusprechen, führten schließlich dazu, dass das Stück vom Festivalprogramm genommen wurde.